# Mercenary (film)
Pour les articles homonymes, voir Mercenary.
 (avril 2021).
Si vous disposez d'ouvrages ou d'articles de référence ou si vous connaissez des sites web de qualité traitant du thème abordé ici, merci de compléter l'article en donnant les références utiles à sa vérifiabilité et en les liant à la section « Notes et références ».
Pour plus de détails, voir Fiche technique et Distribution.
Mercenary (Mercenary for Justice) est un film d'action américain réalisé par Don E. FauntLeRoy, sorti en 2006.

## Synopsis
John Seeger est considéré comme l'un des meilleurs mercenaires au monde. Mais lorsqu'on le fait chanter, il est forcé d'organiser une impossible évasion en menant un groupe de soldat armés dans une mission en Afrique du Sud pour secourir le fils d'un important trafiquant d'armes. Mais lorsque Seeger découvre qu'il a été trahi, il jure de se venger... Les mercenaires assaillent l'ambassade de France et enlèvent toute la famille, ambassadeur compris.

## Fiche technique
- Titre original : Mercenary For Justice
- Titre français : Mercenary
- Réalisateur : Don E. FauntLeRoy
- Scénariste : Steve Collins
- Producteurs : Randall Emmett, George Furla
- Distributeur : Nu Image
- Durée : 91 minutes
- Origine : États-Unis
- Genre : Action
- Budget : 15 000 000 dollars

## Distribution
- Steven Seagal (VF : Jean-François Aupied) : John Seeger
- Jacqueline Lord : Maxine
- Luke Goss (VF : Jean-Pierre Michael) :Dresham
- Roger Guenveur Smith (VF : Xavier Fagnon) : Chapel
- Adrian Galley : Bulldog
- Michael K. Williams (VF : Jean-Paul Pitolin) : Samuel
- Langley Kirkwood : Kreuger
- Joanna Krupa : Emma